# Scopula saphes
Scopula saphes là một loài bướm đêm trong họ Geometridae.